# Açude Santo Antônio do Aracatiaçu
O Açude Santo Antônio do Aracatiaçu ou mais conhecido como Cachoeira é um açude brasileiro no estado do Ceará, localizado no município de Sobral, que barra as águas do Rio Aracatiaçu, e foi concluído em 1924.
Sua capacidade de armazenamento de água é de 24,0000 m³.